# Bardiche

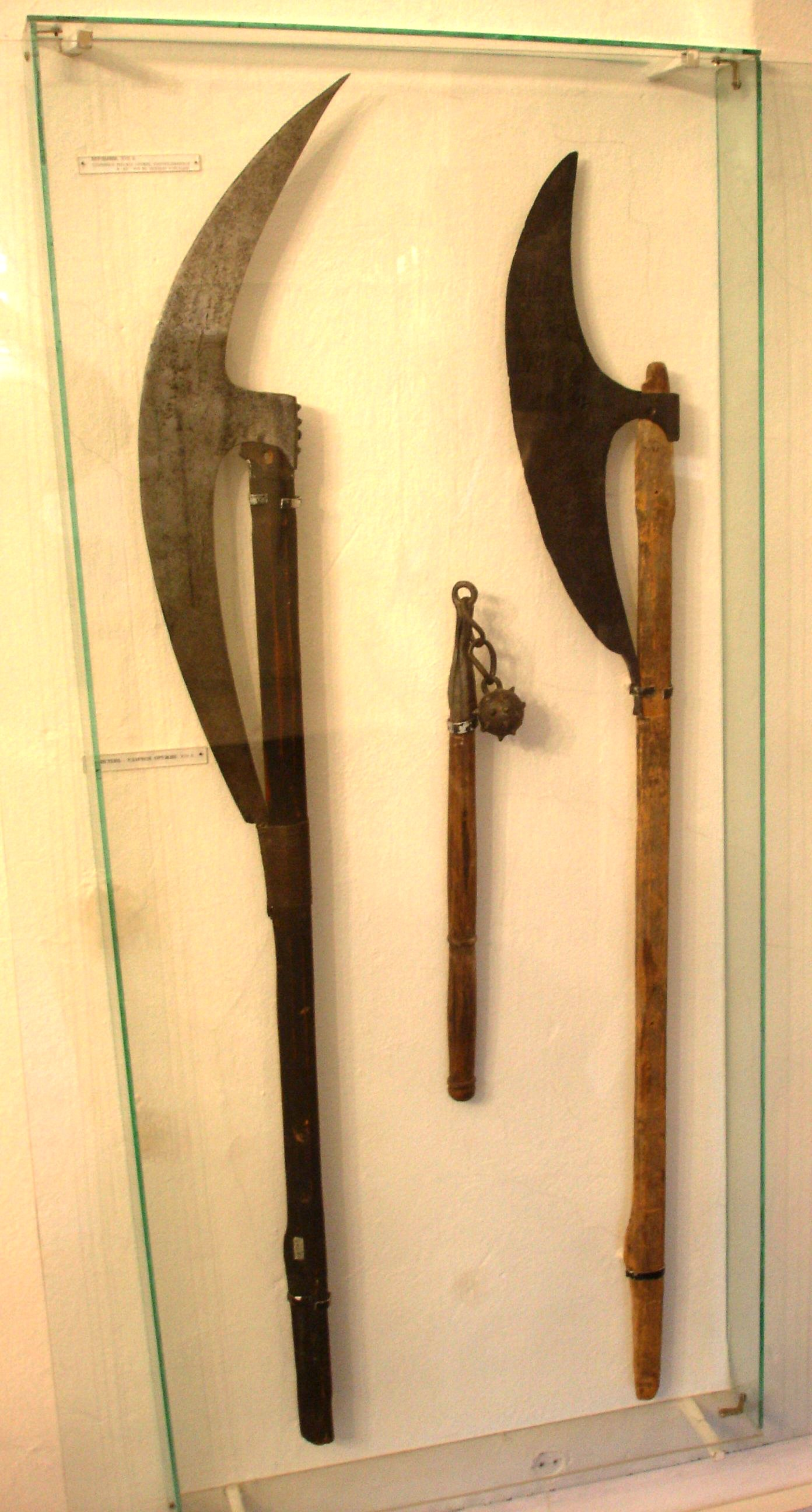
Dos ejemplos de bardiche

Un bardiche o berdiche —no hay traducción específica en castellano— es un arma mezcla de hacha y arma enastada, la cual se caracteriza por tener una hoja de forma similar al de un hacha de guerra o guja que, en lugar de estar enastada al final de la vara, está asida por dos puntos a esta, dejando el suficiente espacio para asirla por detrás de la hoja a modo de guarda.
El término proviene de la traslación del ruso (cirílico) al alfabeto latino de «berdiche», que significa 'hacha' enastada o larga, y que es un término arcaico.

## Orígenes
Esta peculiar «hacha» enastada fue típica de la Europa del Este y, sobre todo, de Rusia. Es allí donde de verdad se ven ejemplares con las características de la mostrada a la derecha del artículo. En Occidente, este tipo de «hojas de hacha» enastadas tomaron formas similares, pero no todas ellas solían dejar espacio entre los enganches para asir el arma. Por ello entrarían más en las categorías de gujas.